# Estação Manuel Becerra
Manuel Becerra é uma estação da Linha 2 e Linha 6 do Metro de Madrid. 

## História
A estação foi inaugurada em 14 de junho de 1924 com a abertura ao público das plataformas da linha 2 com a inauguração do primeiro trecho da linha. A estação tem pouca profundidade, com as plataformas localizadas sob a Calle de Alcalá (a oeste da praça) e o lobby sob a Plaza de Manuel Becerra.
Após a Guerra Civil Espanhola (1936-39), o nome de "Plaza de Manuel Becerra" foi alterado para "Plaza de Roma", mas o nome da estação do metro não foi alterado. A praça recuperou seu antigo nome de Manuel Becerra em 1980.
A estação que atende a linha 6 foi inaugurada em11 de outubro de 1979.

## Entradas
Acesso Manuel Becerra
- D. Ramón de la Cruz Plaza de Manuel Becerra, 5 (esquina C/ Don Ramón de la Cruz).

- Doctor Esquerdo Plaza de Manuel Becerra, 20 (esquina calle de Alcalá).